# Luciola nitescens
Luciola nitescens là một loài bọ cánh cứng trong họ Đom đóm (Lampyridae). Loài này được E. Olivier miêu tả khoa học năm 1903.